# Katsiaryna Belanovich
Katsiaryna Artsiukh (née le 14 octobre 1991) est une athlète biélorusse, spécialiste des haies.

## Carrière
Katsiaryna Artsiukh détient des records personnels de 13 s 59 (Brest, 2009) et de 55 s 59 (Varsovie, 2016).
Elle remporte initialement l'épreuve du 400 m haies aux Championnats du monde junior d'athlétisme 2010 à Moncton en 56 s 16 (WJL). Mais à l'occasion de cette compétition, elle contrôlée positive pour dopage, suspendue 2 ans à compter du 12 août 2010 et déchue de sa médaille d'or.
Le titre de championne du monde junior 2010 sur 400 mètres haies revient à la Russe Vera Rudakova.

## Palmarès
| Date | Compétition                   | Lieu      | Résultat | Épreuve     | Temps   |
| ---- | ----------------------------- | --------- | -------- | ----------- | ------- |
| 2010 | Championnats du monde juniors | Moncton   | —        | 400 m haies | DQ      |
| 2016 | Championnats d'Europe         | Amsterdam | 5e       | 400 m haies | 56 s 10 |

## Records
| Épreuve     | Performance | Lieu     | Date        |
| ----------- | ----------- | -------- | ----------- |
| 400 m haies | 55 s 59     | Varsovie | 28 mai 2016 |